# Boldklubben Mariendal (atletik)
Boldklubben Mariendal på Frederiksberg var mellem 1930-1937 den helt dominerende kvinde atletik klub i Danmark. Klubbens kvinder satte under otte år 51 danske rekorder. Klubben har dog aldrig vundet et dansk mesterskab eftersom disse først blev indført i 1944.

## Mariendals danske rekorder
| 60 meter - 9,0 1930 Poula Hansen - 8,7 1931 Inge Rønde - 8,5 1932 Poula Hansen - 7,9 1934 Poula Hansen 80 meter - 10,4 1933 Poula Hansen 100 meter - 13,2 1932 Poula Hansen - 13,1 1933 Poula Hansen - 12,6 1934 Poula Hansen 200 meter - 26,8 1937 Inge Schmidt Nielsen 300 meter - 49,9 1930 Inge Jørgensen - 47,8 1931 Inge Rønde - 47,8 1931 Inge Rønde - 44,0 1934 Poula Hansen | 5 x 60 meter stafet - 44,1 1930 - 41,6 1931 - 41,4 1932 - 39,0 1934 5 x 80 meter stafet - 54,5 1932 4 x 100 meter stafet - 55,5 1932 - 54,4 1932 - 53,4 1934 - 52,7 1935 | Højdespring - 1,25 1930 Ellen Wiedemann - 1,30 1930 Mary Nielsen - 1,30 1930 Ellen Wiedemann - 1,36 1932 Esther Christensen - 1,45 1933 Inge Schmidt Nielsen - 1,46 1934 Inge Schmidt Nielsen - 1,47 1934 Inge Schmidt Nielsen - 1,47½ 1934 Inge Schmidt Nielsen - 1,50 1935 Inge Schmidt Nielsen Længdespring - 4,24 1930 Lisa Elg - 4,63 1931 Poula Hansen - 4,84 1933 Poula Hansen - 5,20 1935 Inge Schmidt Nielsen - 5,22 1936 Inge Schmidt Nielsen - 5,26½ 1936 Inge Schmidt Nielsen - 5,28 1936 Inge Schmidt Nielsen - 5,31 1937 Inge Schmidt Nielsen - 5,48 1937 Inge Schmidt Nielsen | Kuglestød - 9,17 1932 Aase Jørgensen - 9,59 1933 Aase Jørgensen - 9,68 1933 Aase Jørgensen - 10,43 1934 Aase Jørgensen - 11,35 1935 Aase Jørgensen - 11,48 1936 Aase Hemmingsen Diskoskast - 28,84 1933 Aase Hemmingsen - 30,71 1934 Aase Hemmingsen - 31,74 1934 Ellen Svarre - 32,67 1935 Ellen Svarre - 34,70 1935 Ellen Svarre |